# Чанъань (Сиань)
Чанъа́нь (кит. упр. 长安, пиньинь Cháng'ān) — район городского подчинения города субпровинциального значения Сиань провинции Шэньси (КНР). Район назван по волости, существовавшей в этих местах во времена империи Хань.

## История
При империи Хань в 202 году до н. э. был создан уезд Чанъань (长安县), а на его территории была построена столица страны — город Чанъань. Во времена диктатуры Ван Мана написание названия уезда Чанъань было изменено на 常安县, но Гэнши-ди вернул ему прежнее название.
При империи Северная Чжоу в 558 году часть уезда Чанъань, расположенная к востоку от линии, делящей город Чанъань пополам с севера на юг, была выделена в отдельный уезд Ваньнянь (万年县). В 573 году был расформирован уезд Дучэн (杜城县), а его земли разделены между уездами Чанъань и Ваньнянь. После основания империи Суй император Ян-ди в 583 году переименовал уезд Ваньнянь в Дасин (大兴县). После смены империи Суй на империю Тан уезду Дасин в 618 году было возвращено название Ваньнянь. В 624 году к уезду Ваньнянь был присоединён уезд Чжиян (芷阳县). В 748 году уезд Ваньнянь был переименован в Сяньнин (咸宁县), но в 758 году ему было возвращено название Ваньнянь.
В Эпоху пяти династий при империи Поздняя Лян уезд Ваньнянь был в 907 году переименован в Данянь (大年县), но при империи Поздняя Тан в 923 году ему было возвращено название Ваньнянь.
При империи Сун уезд Ваньнянь в 1125 году был переименован в Фаньчуань (樊川县). После завоевания этих мест чжурчжэнями уезд Фаньчуань был в 1181 году в составе империи Цзинь переименован в Сяньнин.
После Синьхайской революции уезд Сяньнин был в 1913 году присоединён к уезду Чанъань. В 1928 году генерал Фэн Юйсян выделил урбанизированную часть уезда Чанъань в отдельную административную единицу — город Сиань; власти уезда при этом остались в городе. В 1930 году Сиань был формально возвращён под юрисдикцию уезда Чанъань, но так как в нём разместились власти провинции Шэньси, то фактически Сиань оказался вне подчинения властям уезда.
В 1944 году гоминьдановскими властями Сиань был выделен в город центрального подчинения, и власти уезда Чанъань переехали в посёлок Дачжао. Во время гражданской войны Сиань в мае 1949 года перешёл в руки коммунистов. В 1949—1954 году город Сиань был частично расширен за счёт земель уезда Чанъань. С декабря 1958 года уезд Чанъань был передан под юрисдикцию властей города Сиань.
В 2002 году уезд Чанъань был преобразован в район городского подчинения.

## Административное деление
Район делится на 25 уличных комитетов.